# Racovitzia
Racovitzia Dollo, 1900 è un genere di pesci ossei marini appartenente alla famiglia Bathydraconidae. Questi pesci sono originari dell'Oceano Antartico.

## Tassonomia
Racovitzia fu formalmente descritto come genere nel 1900 dal paleontologo belga Louis Dollo quando descrisse l'unica specie in quello che allora era considerato un genere monospecifico, la Racovitzia glacialis, raccolto dalla spedizione belga in Antartide al largo dell'Antartide. Nel 1916 Edgar Ravenswood Waite descrisse l'Aconichthys harrisoni che da allora venne catalogata come la seconda specie del genere anche se alcune autorità ritengono che sia un sinonimo del R. glacialis. Il nome del genere è stato dato in onore del biologo rumeno Emil Racoviță, naturalista a bordo della Belgica, la nave che trasportava e supportava la spedizione antartica belga.

## Specie
Attualmente ci sono due specie riconosciute in questo genere:
- Racovitzia glacialis Dollo, 1900
- Racovitzia harrissoni Waite, 1916

## Caratteristiche
La Racovitzia ha un corpo snello, allungato e solo leggermente compresso, con un lungo muso spatolato. Il corpo è ricoperto da piccole scaglie ctenoidi e tre linee laterali costituite da scaglie tubolari. È presente una pronuncita cresta sull'opercolo che termina con una punta arrotondata o con una piccola  seghettatura. Le mascelle hanno una fascia di piccoli denti conici. R. glacialis raggiunge una lunghezza totale massima di 28,7 cm.

## Distribuzione e habitat
La Racovitzia si trova nell'Oceano Antartico con la specie R. glacialis, con una distribuzione circum-antartica sulla piattaforma continentale e intorno alle Isole Sandwich Meridionali, alle Isole Orcadi Meridionali, all'Isola Elephant e alle Isole Shetland Meridionali. Il R. harrissoni è limitato invece all'Oceano Pacifico sudorientale al largo del Cile. Sono pesci demersali e si trovano fino ad una profondità di circa 600 m (2.000 piedi). La loro biologia è poco conosciuta ma è stato registrato che si nutrono di anfipodi e krill. La presenza delle larve a fine novembre suggerisce che le uova si schiudano in primavera.